# Anna Stang
Anna Stang, född 18 maj 1834, död 23 december 1901, var en norsk feminist och lärare. Hon var ordförande i Norsk Kvinnesaksforening från 1885 till 1886. Hon startade och drev en privatskola för flickor på Kongsvinger i 17 år. Hon var gift med Norges statsminister Jacob Stang, och de var föräldrar till försvarsminister Georg Stang.